# Graham Graham-Montgomery
Graham Graham-Montgomery, 3e baronnet Stanhope (9 juillet 1823 - 2 juin 1901) est un baronnet écossais et député conservateur de la Chambre des communes britannique.

## Biographie
Il est élu à la Chambre en 1852 en tant que député de Peeblesshire et occupe ce siège jusqu'en 1868, date à laquelle il est uni à celui de Selkirk. Il est réélu pour la circonscription nouvellement unifiée et l'occupe jusqu'en 1880. Il est un junior Lords du Trésor de 1866 à 1868. Il est également Lord Lieutenant du Kinross-shire de 1854 jusqu'à sa mort en 1901.
Il épouse Alice Hope Johnstone en 1845 ; leur fille Helen Mabel épouse William Temple-Gore-Langton, 4e comte Temple de Stowe.
Il vit à Kinross House et est enterré à l'est de la maison au bord du Loch Leven.